# المحكمة الخاصة بسيراليون
المحكمة الخاصة بسيراليون (بالإنجليزية: Special Court for Sierra Leone)‏ هيئة قضائية أنشأتها حكومة سيراليون بالاتفاق مع الأمم المتحدة بموجب قرار مجلس الأمن رقم 1315 لسنة 2000 بهدف الملاحقة القضائية للأشخاص الذين ارتكبوا جرائم ضد الإنسانية في سيراليون بعد 30 نوفمبر 1996 وخلال الحرب الأهلية في سيراليون، ولا سيما القادة الذين عرقلوا تأسيس وتنفيذ عملية السلام في سيراليون. لغة العمل في المحكمة هي الإنكليزية.
في 26 أبريل 2012 أدانت المحكمة تشارلز تايلور رئيس ليبيريا السابق بإحدى عشرة تهمة بينها التواطؤ في جرائم حرب وجرائم ضد الإنسانية منها القتل والاغتصاب وتجنيد الأطفال أثناء الحرب الأهلية في سيراليون، وذلك بعد محاكمة استمرت خمس سنوات؛ وكانت هذه أول إدانة لرئيس دولة سابق في محكمة دولية بعد محاكمات نورنبيرغ.